# Macon, Missouri
Macon är administrativ huvudort i Macon County i Missouri. Orten fick sitt namn efter politikern Nathaniel Macon.

## Kända personer från Macon
- James P. Kem, politiker